# Danny Handling
Daniel Handling, nommé Danny Handling, né le 6 février 1994 à Édimbourg, est un footballeur écossais. Il évolue au poste d'attaquant avec le club d'Édimbourg City.

## Biographie
Il joue deux matchs en Ligue Europa avec l'équipe d'Hibernian lors de la saison 2013-2014